# نامادری (فیلم ۱۳۴۹)
نامادری فیلمی به کارگردانی و نویسندگی عباس کسایی محصول سال ۱۳۴۹ است.

## خلاصه داستان
«نیلوفر» و «بهرام» که شیفتهٔ یکدیگر هستند، با هم ازدواج می‌کنند و نیلوفر که از ثروت فراوانی برخوردار است، همه را تحت ارادهٔ بهرام درمی‌آورد…

## بازیگران
- جمیله
- لی‌لی
- محمدرضا فاضلی
- لیلا فروهر
- حسین شاهین
- اکبر جنتی شیرازی
- محمدتقی کهنمویی
- فیروز
- غلامرضا سرکوب